# إيرل براودر
إيرل براودر، نقابي وسياسي شيوعي أمريكي، ولد في 20 مايو 1891 في ويتشيتا في الولايات المتحدة، وتوفي في 27 يونيو 1973 في برينستون في الولايات المتحدة. شغل براودر منصب الأمين العام للحزب الاشتراكي الأمريكي في الثلاثينيات والنصف الأول من الأربعينيات في القرن العشرين. خلال الحرب العالمية الأولى، زُج به في السجون الفيدرالية الأمريكية لرفضه التجنيد الإجباري في الجيش الأمريكي. لدى خروجه من السجن، أصبح براودر عضوا ناشطا في الحركة الشيوعية الأمريكية، وعمل كمنظم للشيوعية الدولية وكذلك البروفنتيرن (تنظيم تابع للشيوعية الدولية يستهدف النقابات العمالية) في الصين ومنطقة المحيط الهادي.

## وصلات خارجية
- إيرل براودر على موقع الموسوعة البريطانية (الإنجليزية)